# Quézac (Lozère)
Quézac era un comune francese di 345 abitanti situato nel dipartimento della Lozère nella regione dell'Occitania. Il 1º gennaio 2017 i comuni di Montbrun, Quézac e Sainte-Enimie si sono uniti per formare il nuovo comune di Gorges du Tarn Causses.

## Società

### Evoluzione demografica
Abitanti censiti

## Economia
In territorio comunale si trova una sorgente di acqua minerale sfruttata dalla SEMO (Société des Eaux Minérales d'Ogeu), il cui stabilimento di imbottigliamento ha una capacità produttiva di circa 20 000  bottiglie/ora.
La fonte è conosciuta sin dall'epoca celtica. Nel XVII secolo l'acqua di Quézac cominciò ad essere utilizzata per cure mediche. 
Il suo primo utilizzo commerciale iniziò nel 1901 con il marchio "Diva" e durò fino al 1931.